# Heliocontia apicella
Heliocontia apicella är en fjärilsart som beskrevs av Augustus Radcliffe Grote 1872. Heliocontia apicella ingår i släktet Heliocontia och familjen nattflyn. Inga underarter finns listade i Catalogue of Life.